# Гвоздика Шабо
Гвоздика садова Шабо (Dianthus caryophyllus var. schabaud) — багаторічна квіткова рослина гібридного походження з роду гвоздика. Одна з найбільш поширених у квітникарстві гвоздик. Є велика кількість сортів.
Гвоздика отримана тулонським аптекарем Шабо у Франції від схрещування Dianthus caryophyllus L. і Dianthus suffruticosus Willd.

## Ботанічний опис
Рослина зі стрижневою кореневою системою, розміщеною на глибині 10-20 см. Головний корінь короткий, на кінці розгалужується, дає дрібні корінці, які відходять у вигляді пучка. Бічні корені слабо галузяться.
Форма куща має вигляд переверненої піраміди з ясно вираженим головним стеблом. Висота рослини від 30 до 60 см. Пагони округлі, вузлуваті, голі, сизо-зеленого забарвлення. Листя сизо-зелене, вузьколінійне, 4-12 см завдовжки і 0,4-0,7 см шириною.
Квітки прості, напівмахрові або махрові, великі 4-7 см в діаметрі, запашні, різноманітного забарвлення — білі, кремові, жовті, рожеві, лососеві, червоні. У махрових квіток пелюстки часто бувають химерно зігнуті, складчасті, гофровані, глибоко розсічені. Тичинок звичайно 10, у махрових форм кількість тичинок іноді доходить до 30 і більше штук. Серед них можна знайти тичинки з недорозвиненими пиляками (стамінодії). Гінецей ценокарпний з 2-6 плодолистків, зав'язь верхня, одногніздна.
Плід — циліндрична, загострена на кінці багатонасінна коробочка, що розкривається нагорі 5 зубцями.
Насіння чорне, плоске, дрібне (2-3 мм довжини і 2 мм ширини), округлої форми з хвилястими краями. Поверхня насінини шорстка від дрібних плоских горбків.